# Gare de Cheikh Ben Yahia
La gare de Cheikh Ben Yahia est une ancienne gare ferroviaire algérienne située sur le territoire de la commune d'El Attaf, dans la wilaya de Aïn Defla.

## Situation ferroviaire
La gare est située sur la ligne d'Alger à Oran où elle est précédée de la gare de Rouina et suivie de celle de Sidi Bouabia.

## Service des voyageurs

### Desserte
En 2023, la gare n'est pas desservie par les trains de la Société nationale des transports ferroviaires.